# Xã Kensett, Quận Worth, Iowa
Xã Kensett (tiếng Anh: Kensett Township) là một xã thuộc quận Worth, tiểu bang Iowa, Hoa Kỳ. Năm 2010, dân số của xã này là 473 người.